# Norra Risholmen
Norra Risholmen är en ö i Finland. Den ligger i Finska viken och i kommunen Ingå i den ekonomiska regionen  Raseborg i landskapet Nyland, i den södra delen av landet. Ön ligger omkring 49 kilometer väster om Helsingfors.
Öns area är 8,8 hektar och dess största längd är 0,5 kilometer i nord-sydlig riktning. Ön höjer sig omkring 20 meter över havsytan.